# Luka Janežič
Luka Janežič (* 14. November 1995 in Vodice) ist ein slowenischer Leichtathlet, der sich auf den 400-Meter-Lauf spezialisiert hat. In dieser Disziplin ist er Inhaber des Nationalrekords.

## Leben
Luka Janežič entstammt einem sportbegeisterten Elternhaus, die ihn frühzeitig beim Verein AK Medvode anmeldeten. Dort entdeckte er, dass er über ein großes Talent in den verschiedensten Disziplinen verfügte und begann in der Folge, sich vollkommen auf die Leichtathletik zu fokussieren. Im Jahr 2011 entschied er sich den Verein zu wechseln und fortan unter der Anleitung des Trainers Rok Predanič in Celje zu trainieren, da er dort bessere Entwicklungschancen sah. Trotz zahlreicher Angebote, darunter Eliteunis aus den USA, entschied er sich weiterhin in seiner slowenischen Heimat zu trainieren.

## Sportliche Laufbahn
Nachdem er das gesamte Jahr 2011 über gute Leistungen im Sprint gezeigt hatte, konnte Janežič im Juli mit gerade einmal 15 Jahren bei den U18-Weltmeisterschaften in Lille an den Start gehen. Dort trat er über 200 Meter an, konnte als Vierter seines Vorlaufs allerdings nicht den Einzug in die nächste Runde klarmachen und schied aus. 2012 konnte er seine 200-Meter-Zeit bis auf 21,72 s verbessern. 2013 ging er sowohl über 200 als auch über 400 Meter bei den U20-Europameisterschaften in Rieti an den Start. Über 200 Meter kam er im Halbfinale in absolute Nähe seiner Bestzeit von 21,25 s, dennoch reichte es nicht für den Einzug in das Finale. Insgesamt belegte er damit den zehnten Platz. Ein ähnliches Bild zeigte sich einen Tag zuvor bereits bei den 400 Meter. Auch da lief er in das Halbfinale, schied darin als Fünfter seines Laufs allerdings aus. Damit stand er im Endergebnis noch einen Platz besser da als über 200 Meter. Über beide Strecken ging Janežič dann auch 2014 bei den U20-Weltmeisterschaften in den USA an den Start, bevor er ab sich ab 2015 vollständig auf die 400 Meter konzentrierte. In beiden Disziplinen zog er jeweils in das Halbfinale ein. Mit seiner Halbfinalzeit von 47,06 s stellte er zudem eine neue Bestleistung über 400 Meter auf. Mit dieser Zeit landete er insgesamt auf dem zwölften Platz.
Im Frühjahr 2015 nahm Janežič bei den Halleneuropameisterschaften in Prag an seinen ersten internationalen Meisterschaften bei den Erwachsenen teil. Dabei erreichte er das Halbfinale, in dem er allerdings nicht an den Start gehen konnte. Im Laufe der Saison verbesserte sich Janežič bis auf eine Zeit von 45,44 s und erfüllte damit auch die Norm für die Weltmeisterschaften in Peking. Zuvor trat er im Juli bei den U23-Europameisterschaften in Tallinn an. Im Finale kam er dort auf eine Zeit von 45,73 s und gewann damit die Bronzemedaille. In Peking, einen Monat später, stellte er im Vorlauf mit 45,28 s eine neue Bestleistung und erstmals auch einen neuen Nationalrekord auf, die allerdings nicht für den Halbfinaleinzug genügte. Als Sechster des ersten Vorlaufs schied er aus. 2016 war ebenfalls ein erfolgreiches Jahr für den Slowenen. Im Frühjahr trat er zunächst bei den Hallenweltmeisterschaften in Portland an. Als Zweiter des dritten Vorlaufs erreichte er das Halbfinale, in dem er dann allerdings disqualifiziert wurde. In der Sommersaison konnte er sich erneut leicht verbessern und qualifizierte sich für die Olympischen Sommerspiele in Rio de Janeiro. Zuvor trat er bei den Europameisterschaften in Amsterdam an. Dabei zog er in das Finale ein, in dem er mit einer Zeit von 45,65 den fünften Platz belegte. In Rio, einen Monat später, konnte er in das Halbfinale einziehen. Wie bereits ein Jahr zuvor in Peking, konnte er anschließend, erneut bei einer internationalen Meisterschaft eine neue Bestleistung aufstellen. Als Vierter seines Laufs verpasste er mit 45,07 s knapp den Einzug in das Finale. Insgesamt belegte er den 17. Platz. 2017 wurde er, wie ein Jahr zuvor in Portland, bei den Halleneuropameisterschaften in Belgrad disqualifiziert, diesmal direkt nach dem Vorlauf. Im Juli startete er erneut bei U23-Europameisterschaften, diesmal in Bydgoszcz. Nachdem er zwei Jahre zuvor Bronze gewonnen hatte, konnte er sich diesmal den Europameistertitel sichern. Nur eine Woche später lief er in Monaco mit einer Zeit von 44,84 s persönliche Bestleistung, die seitdem Bestand hat und den aktuellen Nationalrekord Sloweniens darstellt. Diese Zeit konnte er im Vorlauf bei den Weltmeisterschaften in London allerdings nicht bestätigen und schied bereits im Vorlauf aus.
2018 begann für Janežič mit dem Aufstellen einer neuen Hallenbestzeit. Mit 46,02 s ist er neben der Freiluft auch Halter des nationalen Hallenrekords. Im März nahm er an den Hallenweltmeisterschaften in Birmingham teil. Dabei zog er in das Halbfinale ein, in dem er die siebtschnellste Zeit lief. Somit verpasste er den Finaleinzug der Besten sechs nur denkbar knapp. Im August startete er dann bei den Europameisterschaften in Berlin. Wie zwei Jahre zuvor in Amsterdam, konnte er auch dort als Fünfter das Ziel erreichen. Im Frühjahr 2019 verpasste er als Vierter bei den Halleneuropameisterschaften nur knapp das Podest. Bei den Weltmeisterschaften in Doha schied er bereits im Vorlauf aus.
2021 trat er im März bei den Halleneuropameisterschaften im polnischen Toruń an. Dabei zog er in das Finale ein, in dem er Sechster und damit als Letzter das Ziel erreichte. Im Laufe der Saison gelang ihm die Qualifikation für seine zweite Teilnahme an den Olympischen Sommerspielen. In Tokio zog er mit Saisonbestleistung von 45,44 s als Fünfter seines Vorlaufes in das Halbfinale ein. Dort konnte er sich nochmal bis auf 45,36 s steigern, schied damit zwar aus, belegte insgesamt aber den 15. Platz.

## Wichtige Wettbewerbe
| Jahr                  | Veranstaltung               | Ort                   | Platz                 | Disziplin             | Zeit                  |
| Startet für Slowenien | Startet für Slowenien       | Startet für Slowenien | Startet für Slowenien | Startet für Slowenien | Startet für Slowenien |
| --------------------- | --------------------------- | --------------------- | --------------------- | --------------------- | --------------------- |
| 2011                  | U18-Weltmeisterschaften     | Lille                 | 44.                   | 200 m                 | 22,49 s               |
| 2013                  | U20-Europameisterschaften   | Rieti                 | 9.                    | 400 m                 | 47,31 s               |
| 2013                  | U20-Europameisterschaften   | Rieti                 | 10.                   | 200 m                 | 21,27 s               |
| 2014                  | U20-Weltmeisterschaften     | Eugene                | 12.                   | 400 m                 | 47,06 s               |
| 2014                  | U20-Weltmeisterschaften     | Eugene                | 21.                   | 200 m                 | 21,41 s               |
| 2015                  | Halleneuropameisterschaften | Prag                  |                       | 400 m                 | DNS (Halbfinale)      |
| 2015                  | U23-Europameisterschaften   | Tallinn               | 3.                    | 400 m                 | 45,73 s               |
| 2015                  | Weltmeisterschaften         | Peking                | 28.                   | 400 m                 | 45,28 s               |
| 2016                  | Hallenweltmeisterschaften   | Portland              | 12.                   | 400 m                 | 46,79 s (Vorlaufzeit) |
| 2016                  | Europameisterschaften       | Amsterdam             | 5.                    | 400 m                 | 45,65 s               |
| 2016                  | Olympische Sommerspiele     | Rio de Janeiro        | 17.                   | 400 m                 | 45,07 s               |
| 2017                  | Halleneuropameisterschaften | Belgrad               |                       | 400 m                 | DSQ                   |
| 2017                  | U23-Europameisterschaften   | Bydgoszcz             | 1.                    | 400 m                 | 45,33 s               |
| 2017                  | Weltmeisterschaften         | London                | 36.                   | 400 m                 | 46,06 s               |
| 2018                  | Hallenweltmeisterschaften   | Birmingham            | 7.                    | 400 m                 | 46,37 s               |
| 2018                  | Europameisterschaften       | Berlin                | 5.                    | 400 m                 | 45,43 s               |
| 2019                  | Halleneuropameisterschaften | Glasgow               | 4.                    | 400 m                 | 46,15 s               |
| 2019                  | Weltmeisterschaften         | Doha                  | 33.                   | 400 m                 | 46,84 s               |
| 2021                  | Halleneuropameisterschaften | Toruń                 | 6.                    | 400 m                 | 47,22 s               |
| 2021                  | Olympische Sommerspiele     | Tokio                 | 15.                   | 400 m                 | 45,36 s               |

## Persönliche Bestleistungen
Freiluft
- 200 m: 20,60 s, 24. Juni 2017, Tel Aviv
- 400 m: 44,84 s, 21. Juli 2017, Monaco, (slowenischer Rekord)

Halle
- 200 m: 21,54 s, 24. Januar 2015, Wien
- 400 m: 46,02 s, 27. Januar 2018, Wien, (slowenischer Rekord)